# 御嵩町役場
御嵩町役場（みたけちょうやくば）は、地方公共団体である岐阜県可児郡御嵩町の組織が入る施設（役場）。

## 概要
本庁舎と北庁舎がある。
本庁舎（鉄筋コンクリート造2階建、延床面積3,239m2）は1978年（昭和53年）3月16日に現在地への建設が決まり、同年9月着工、1979年（昭和54年）5月に完成した。同年6月2日に開庁式を行い、同年6月29日に落成式を行った。
北庁舎（鉄筋コンクリート造3階建、延床面積1,956m2）は1992年（平成4年）完成であり、1階が保健センターとなっている。

## 業務時間
月曜日から金曜日の8時30分から17時15分（土曜日・日曜日・祝日・年末年始を除く）

## 業務内容

### 本庁舎2階
- 議場
- 議会事務局
- 企画課
- 総務防災課
- 亜炭鉱廃坑対策室
- まちづくり課
- 環境モデル都市推進室

### 本庁舎1階
- 住民環境課
- 保険長寿課
- 福祉課
- 会計課
- 税務課
- 農林課
- 建設課
- 上下水道課

### 北庁舎2階
- 学校教育課
- 生涯学習課

## 出張所
- 上之郷出張所
  - 御嵩町中切874-4
- 中出張所
  - 御嵩町中2171-1
- 伏見出張所
  - 御嵩町伏見990

## 交通アクセス
- 名鉄広見線「御嵩駅」下車、徒歩で約10分。

## 新庁舎の建設
現在の庁舎の耐震診断の結果はIs値0.21であり、震度6弱で倒壊または崩壊する恐れがある。2015年（平成27年）に御嵩町庁舎整備検討委員会を設置し、耐震補強か新築かで検討されていた。2016年（平成28年）6月の御嵩町議会定例会において、町長より耐震改修は行わず、庁舎建替えの方針が示され、同年12月に、新庁舎整備特別委員会中間報告書を元に、庁舎の新築移転が全会一致で結論付けられた。
2018年（平成30年）7月に御嵩町新庁舎建設基本構想が策定される。計画では建設地は御嵩町中の国道21号・可児御嵩バイパス沿い。庁舎は町産材を使用した木造2階建とし、敷地内にホール、保育園、児童館を建設するものである。
2018年（平成30年）時点の構想では2022年（令和4年）度完成の予定であったが、大幅に遅れている。御嵩町新庁舎建設基本設計は完了しているが、町議11人のうち4人が庁舎移転に反対し、庁舎移転に必要な条例制定のための3分の2以上の同意を得る見通しが立たない状況などもあり、着工時期は未定となる。
2025年1月、移転予定地は国道21号可児御嵩バイパス沿いとし、新庁舎等整備事業に関しては「DBO方式」を採用し実施することに決まる。公募型プロポーザル方式により民間事業者からの提案を募集、実施事業者を選定。2029年度の完成の予定である。